# 勒日希夫

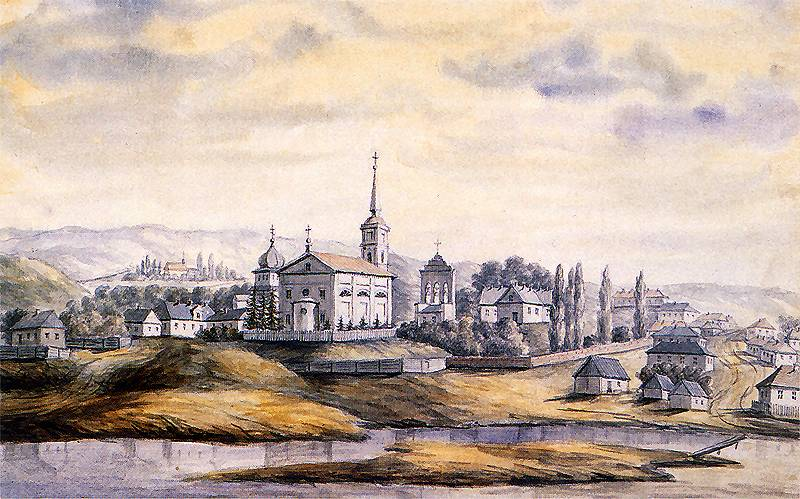
1870年左右的聖三一教堂

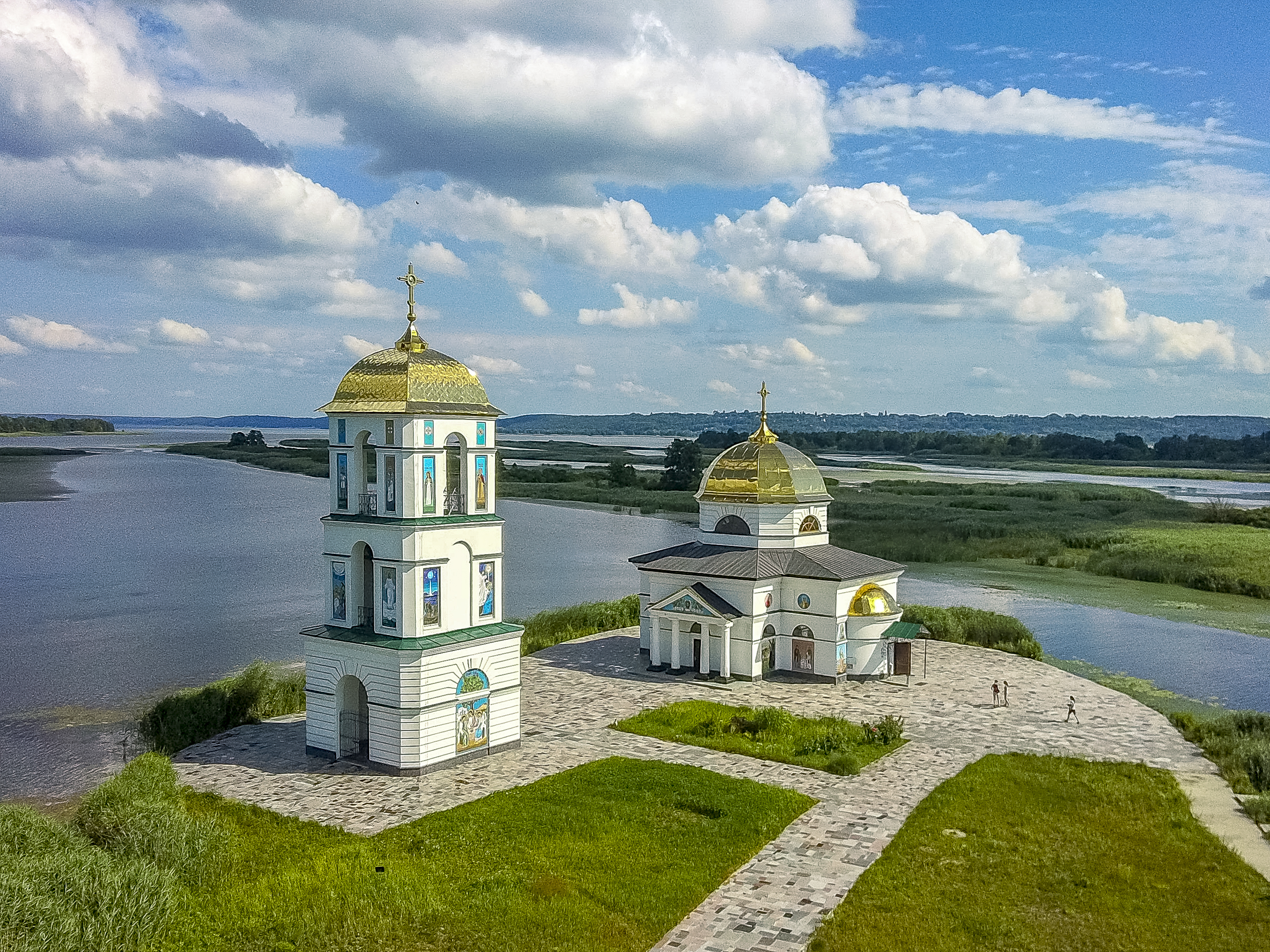
河左岸的主易聖容教堂

勒日希夫（烏克蘭語：Ржищів，羅馬化：Rzhyshchiv，發音：[ˈrʒɪʃt͡ʃ⁽ʲ⁾iu̯] ⓘ），或按俄语译为勒日谢夫，是烏克蘭基辅州奧布希夫區勒日希夫市镇内的城市及其行政中心，2021年人口7277人。

## 地理
勒日希夫在首都基輔東南方63公里處，位在第聂伯河右岸，位在下游卡尼夫水庫之上緣，支流萊赫奇奇河（烏克蘭語：Легчич）在此匯入第聂伯河。

## 歷史
1506年老齊格蒙特賦予勒日希夫城市權利。
1962年該城升格為「市級鎮」（烏克蘭語：Селище міського типу）。
1995年又升格為「市」（烏克蘭語：місто）。

## 備註
1. ↑  俄语：，羅馬化：Rzhishchyev